# Jour de l'Indépendance (Nigeria)
Pour les articles homonymes, voir Jour de l'indépendance.
 (janvier 2022).
La mise en forme du texte ne suit pas les recommandations de Wikipédia : il faut le « wikifier ».
Les points d'amélioration suivants sont les cas les plus fréquents. Le détail des points à revoir est peut-être précisé sur la page de discussion.
- Les titres sont pré-formatés par le logiciel. Ils ne sont ni en capitales, ni en gras.
- Le texte ne doit pas être écrit en capitales (les noms de famille non plus), ni en gras, ni en italique, ni en « petit »…
- Le gras n'est utilisé que pour surligner le titre de l'article dans l'introduction, une seule fois.
- L'italique est rarement utilisé : mots en langue étrangère, titres d'œuvres, noms de bateaux, etc.
- Les citations ne sont pas en italique mais en corps de texte normal. Elles sont entourées par des guillemets français : « et ».
- Les listes à puces sont à éviter, des paragraphes rédigés étant largement préférés. Les tableaux sont à réserver à la présentation de données structurées (résultats, etc.).
- Les appels de note de bas de page (petits chiffres en exposant, introduits par l'outil «  Source ») sont à placer entre la fin de phrase et le point final[comme ça].
- Les liens internes (vers d'autres articles de Wikipédia) sont à choisir avec parcimonie. Créez des liens vers des articles approfondissant le sujet. Les termes génériques sans rapport avec le sujet sont à éviter, ainsi que les répétitions de liens vers un même terme.
- Les liens externes sont à placer uniquement dans une section « Liens externes », à la fin de l'article. Ces liens sont à choisir avec parcimonie suivant les règles définies. Si un lien sert de source à l'article, son insertion dans le texte est à faire par les notes de bas de page.
- La présentation des références doit suivre les conventions bibliographiques. Il est recommandé d'utiliser les modèles {{Ouvrage}}, {{Chapitre}}, {{Article}}, {{Lien web}} et/ou {{Bibliographie}}. Le mode d'édition visuel peut mettre en forme automatiquement les références.
- Insérer une infobox (cadre d'informations à droite) n'est pas obligatoire pour parachever la mise en page.

Pour une aide détaillée, merci de consulter Aide:Wikification.
Si vous pensez que ces points ont été résolus, vous pouvez retirer ce bandeau et améliorer la mise en forme d'un autre article.
Le Jour de l'Indépendance est une fête nationale officielle au Nigeria, célébrée le 1er octobre. Il marque la proclamation de l'indépendance du Nigéria vis-à-vis de la domination britannique le 1er octobre 1960.

## Histoire

### Contexte
En 1914, le protectorat du sud du Nigéria a été fusionné avec le protectorat du nord du Nigéria pour créer la colonie et le protectorat du Nigéria, qui a les frontières du Nigéria moderne. À la fin des années 1950, l'appel à l'indépendance des territoires d'Afrique et le déclin de l'Empire britannique ont conduit le pays à obtenir l'indépendance le 1er octobre 1960 en tant que Fédération du Nigéria . Trois ans plus tard, la constitution a été amendée et le pays a été déclaré République fédérale du Nigeria avec Nnamdi Azikiwe, ancien gouverneur général, comme premier président .

### Premier jour de l'indépendance
En 1960, le lieutenant David Ejoor, qui devint plus tard le chef d'état-major de l'armée, commanda la garde lors de la cérémonie de lever du drapeau à minuit.

## Célébrations
La fête est célébrée chaque année par le gouvernement du Nigeria. Les festivités commencent par le discours du président au peuple, qui est diffusé à la radio et à la télévision. Il y a également des célébrations d'autres secteurs, y compris les forces armées nigérianes, la police nigériane, le ministère des Affaires étrangères, la main-d'œuvre et les services de l'éducation nationale. Par exemple, les écoles primaires et secondaires exécutent un défilé cérémoniel dans diverses capitales d'État et zones gouvernementales locales où elles se trouvent. Les rues sont remplies de célébrations alors que des individus et des groupes défilent dans les rues vêtus de vert-blanc-vert. Les bureaux et les marchés sont fermés au Nigéria le 1er octobre.

### Défilés nationaux
Un défilé civilo-militaire annuel a lieu à Eagle Square, en présence des principaux membres du cabinet présidentiel nigérian. Lors de l'événement, le président, en sa qualité de commandant en chef, ainsi que le commandant de la brigade de la garde présidentielle, inspectent la garde d'honneur (montée par l'armée nigériane, la marine, l'armée de l'air, la police et la Corps de sécurité et de défense civile, entre autres forces paramilitaires) dans une voiture d'inspection. La musique et les salutations sont assurées par les orchestres de masse des forces armées nigérianes, dirigés par le directeur du Corps de musique de l'armée nigériane . Un salut de 21 canons est tiré par un détachement du régiment d'artillerie de l'armée à la fin de l'événement.

## Célébrations hors du Nigeria
À New York, la fête de l'indépendance du Nigeria est marquée par des célébrations dans les rues depuis 1991. Les célébrations aux États-Unis sont les plus grandes célébrations en dehors du Nigéria et attirent généralement environ 75 000 personnes chaque année,.

## Anniversaires notables
- Jubilé d'or (2010)
- Jubilé de diamant (2020)